# Новая (Еласовское сельское поселение)
Новая (мар. Усола) — деревня в Горномарийском районе Республики Марий Эл. Входит в состав Еласовского сельского поселения.

## География
Находится в юго-западной части республики Марий Эл на расстоянии приблизительно 15 км на юг-юго-запад от районного центра города Козьмодемьянск.

## История
Впервые деревня Новая упоминается в 1702 году как выселок из общины-деревни Чермышево (в дальнейшем село Еласы). В 1859 году в «околодке Новая Деревня» было 25 дворов (140 человек). В 1897 году в околодке «Новый» числился 41 двор с населением в 232 человек. В 1907 году в нём проживало 225 человек. В 1919 году в деревне Новая в 54 дворах проживало 227 человек, а в 1925 году — 214. В 1934 году в деревне в 27 хозяйствах проживало 110 человек. В 2001 году здесь было 46 дворов. В советское время работали колхозы «Усола», им. Радугина, «Коммунизм», позднее СПК «Еласовский».

## Население
Население составляло 109 человек (горные мари 100 %) в 2002 году, 72 в 2010.